# Siglo III
El siglo III d. C. (siglo tercero después de Cristo) o siglo III e. c. (siglo tercero de la era común) comenzó el 1 de enero del año 201 y terminó el 31 de diciembre del 300.

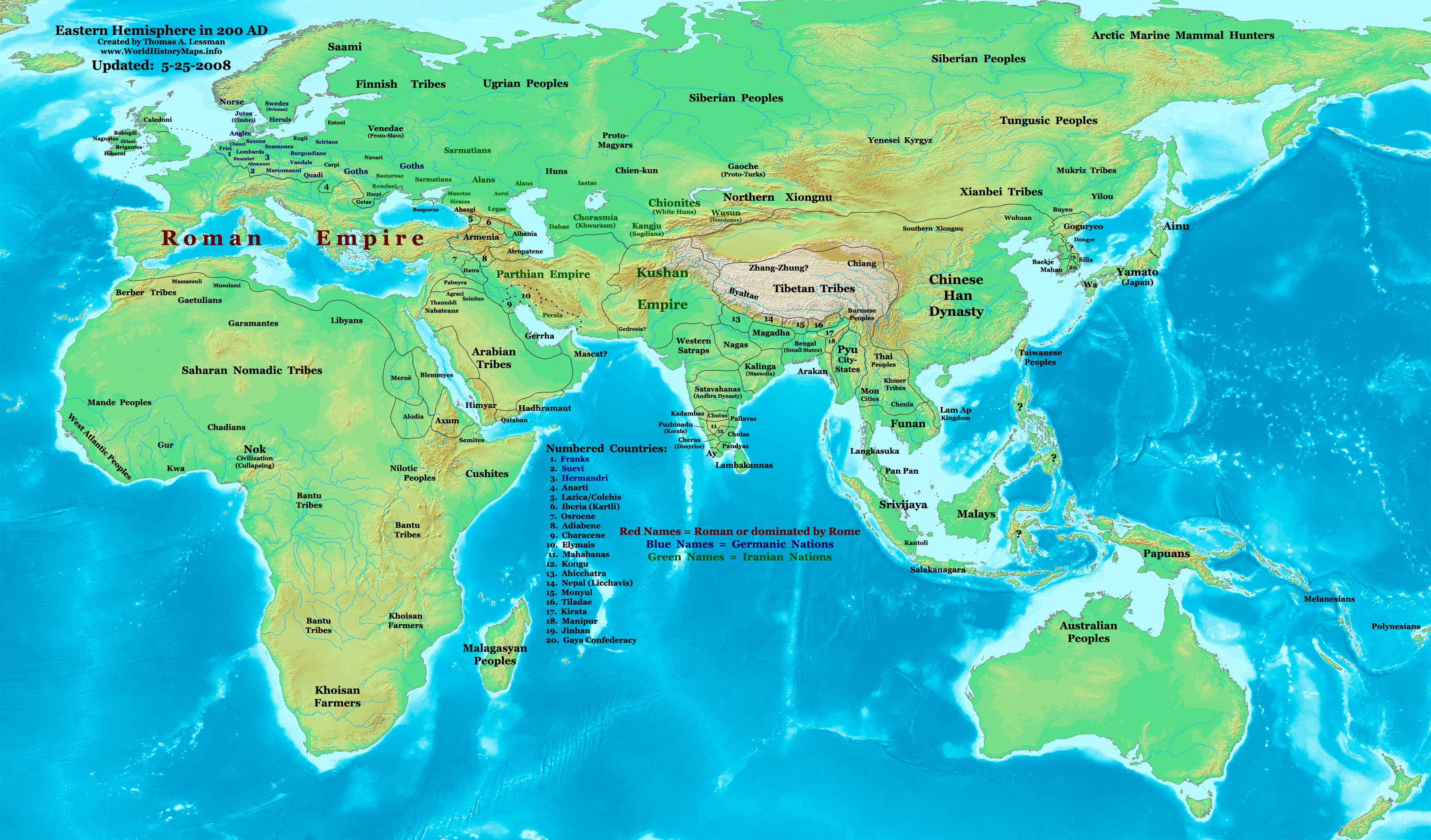
Mapa mundial (excepto América) en torno al año 200.

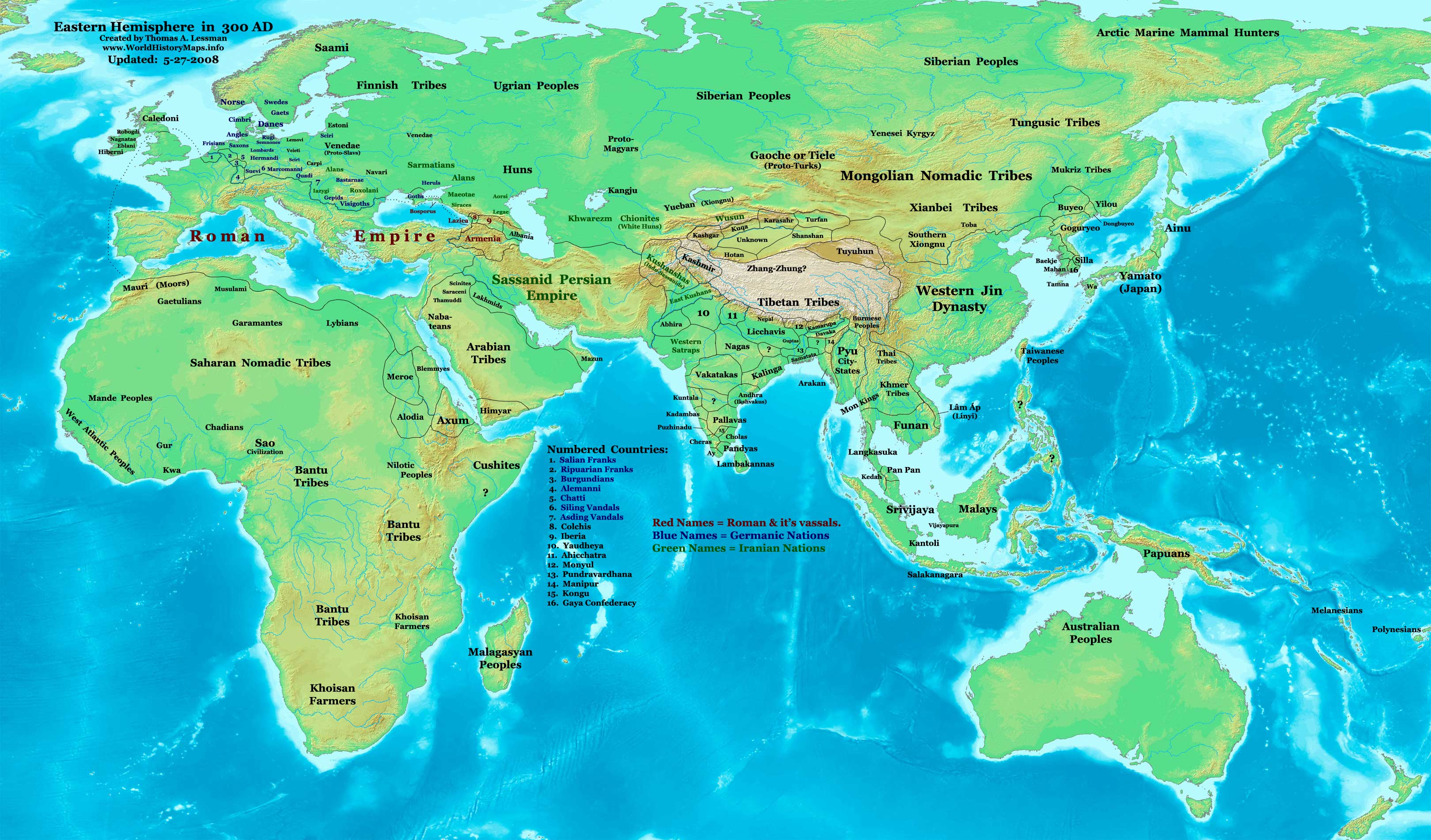
Mapa mundial (excepto América) en torno al año 300.

En Europa y el Mediterráneo, el siglo III fue un periodo de grandes convulsiones políticas en el seno del Imperio romano. Un total de 28 emperadores se sucedieron en el poder durante de todo el siglo, la mayor parte de las veces mediante conspiraciones y asesinatos. En grandes regiones del Imperio se iniciaron aventuras secesionistas, como en el caso del Imperio Galo o Palmira. A este periodo se le conoce como Crisis del siglo III, y no fue hasta el año 274 cuando Aureliano puso fin a los separatismos y restauró la unidad del Imperio. Finalmente, Diocleciano trató de descentralizar el Imperio con el establecimiento de la Tetrarquía. Mientras se sucedían todos estos acontecimientos en el seno del Imperio, los pueblos godos penetraban hasta los balcanes, asolando Grecia y estableciendo finalmente un reino en el noreste.
En el Imperio romano se produjo una crisis demográfica que obligó al estado y a los terratenientes a asegurar la permanencia de los campesinos en los campos. El pequeño propietario, acosado por impuestos y deudas, se veía obligado en multitud de ocasiones a ceder su propiedad a cambio de la protección de los grandes latifundistas, quedando bajo el gobierno de estos. Se sientan así las bases de la futura sociedad feudal en Europa.
En Asia, China también sufrió un periodo de gran agitación. El principio del siglo trajo consigo el fin de la dinastía Han y la división de China en los llamados Tres Reinos, lo que inició un periodo de guerras que se prolongaron a lo largo de todo el siglo no concluyeron hasta el año 280 con la reunificación bajo la dinastía Jin.
En América, concluyó el período Preclásico de Mesoamérica, que dio lugar al florecimiento de Teotihuacán como el más importante centro de poder y nodo comercial en la región. Para el área andina, están en pleno auge las sociedades del periodo Intermedio Temprano (Moche, Lima, Nazca, Huarpa, Tiahuanaco, etc).

## Acontecimientos relevantes

### Guerras y política
- 212 - El Edicto de Antonino o Constitutio Antoniana, promulgado por el emperador Caracalla extiende la ciudadanía romana a todos los hombres libres del Imperio.
- 220 : Caída de la Dinastía Han del Imperio Chino. Inicio del Periodo de los Tres Reinos en China
- 224 : Fundación del Imperio Sasánida de Irán.
- 230 : Inician las Guerras Romano-Sasánidas, las cuales continuarán hasta el siglo VII.
- 235-284: Crisis del siglo III en el Imperio Romano.
- Fecha probable del auge del Imperio Japonés.
- 253 - Los francos invaden la Galia.
- 260 : El emperador Valeriano es capturado, torturado y asesinado por los persas de Sapor I.
- 265 al 280: En China la Dinastía de los Ts'in restablece la unidad del Imperio, que se había dividido en tres reinos: el reino de Shu (continuador de la Dinastía Han); el reino Wei, de la familia Ts'ao, y el reino Wu, de la familia Suen.[1]
- 266 : Fundación de la Dinastía Jin de China. 14 años después, en el 280, reunifica a toda China.
- 272 al 273: Aureliano emprende la campaña contra el reino de Palmira, obtiene el control de sus dominios, sitia la ciudad, apresa a Zenobia y la envía a Roma.[1]
- Los godos se desplazan desde el río Vístula (en la actual Polonia) hacia la costa del mar Negro creando un reino en las tierras de la actual Ucrania.
- La cultura zapoteca se establece sobre Monte Albán.

### Cultura
- Florecimiento del gnosticismo, cuyos seguidores aspiraban a un conocimiento secreto del reino divino. Supuso un cristianismo ortodoxo.[1]
- Se incorpora al canon cristiano la versión griega del Antiguo Testamento conocida como Septuaginta («setenta»). Su origen se remonta al siglo III a. C. cuando, bajo el patrocinio de Tolomeo II, fue encargada su traducción del hebreo.[1]
- Se concluye la redacción del Bhagavad-Gita, obra de la literatura religiosa hindú, y se incorpora al Mahabharata.[1]
- A comienzos del siglo, el emperador Septimio Severo ordena el cierre de la tumba de Alejandro Magno.
- 212-216: Se construyen en Roma las termas de Caracalla, por orden del emperador Caracalla.
- Arte paleocristiano: Catacumbas cristianas.
- Plotino (m. 269).

### Ciencia y tecnología
- El matemático chino Liu Hui calcula una aproximación al número π, dándole un valor de 3.14500

## Personas relevantes

### Política

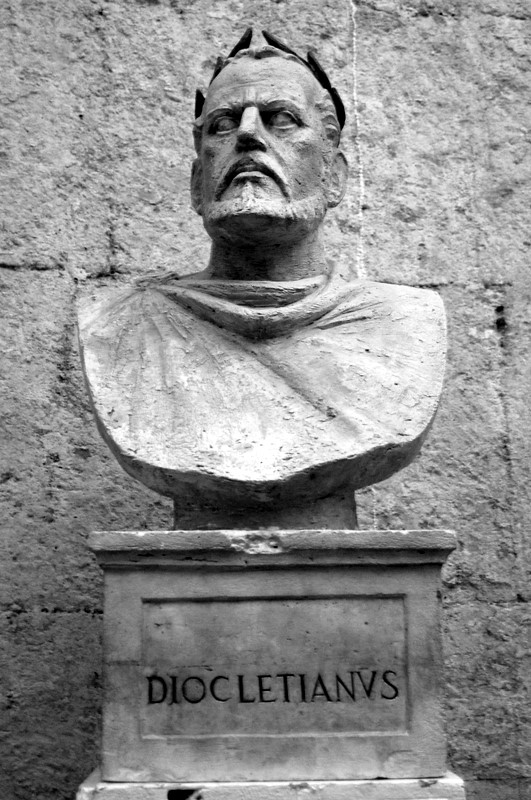
Diocleciano creó la tetrarquía para gobernar el imperio, asolado por guerras civiles.

- Alejandro Severo (208-235):  emperador romano, último emperador de la dinastía de los Severos
- Ardacher I (- 240): rey de Persia y fundador del Imperio sasánida
- Artabano IV (163-224): último rey de Partia
- Aureliano (214/215-275): emperador romano, unificó de nuevo el imperio bajo su mando
- Cao Cao (155-220): político chino de la dinastía Han
- Caracalla (188-217): emperador romano, creó la Constitutio Antoniana
- Claudio II (213-270): emperador romano, conocido como Claudio II «el Gótico»
- Cniva (197-257): rey de los godos que derrotó al emperador Decio y su hijo Herenio Etrusco en la Batalla de Abrito en 251
- Decio (ca. 201-251): emperador romano, famoso por sus campañas contra los cristianos y por ser el primer emperador en morir en batalla.
- Diocleciano (244-311): emperador romano, creador de la tetrarquía.
- Filipo el Árabe (ca. 204-249): emperador romano
- Galieno (ca. 218-268): emperador romano
- Gordiano III (225-244): emperador romano
- Heliogábalo (ca. 203-222): emperador romano
- Julia Domna (170-217): emperatriz romana, esposa de Septimio Severoy matriarca de la dinastía de los Severos
- Liu Bei (161-223): emperador Shu durante el período de los Tres Reinos
- Maximiano (285/286-305): emperador romano, colega de Diocleciano en el gobierno del imperio.
- Maximino el Tracio (173-238): primer emperador que no es de origen romano
- Póstumo (f. 269): primer emperador del Imperio galo
- Probo (232-282): emperador romano
- Sapor I (215-272): rey de Persia
- Septimio Severo (146-211): emperador romano, fundador de la dinastía de los Severos
- Tétrico I (n. siglo II-f. siglo III): último emperador del Imperio galo
- Valeriano (ca. 200-ca. 260): emperador romano, primer emperador en ser capturado en batalla
- Zenobia (245-274): primera y única reina del Imperio de Palmira

### Literatura y filosofía
- Cayo Julio Solino: gramático y compilador de historias romano
- Dion Casio (155-235): historiador y político romano
- Hipólito de Roma (170-236): escritor y antipapa
- Nāgārjuna (150-250): filósofo indio
- Plotino (205-270): filósofo creador del neoplatonismo
- Tertuliano (ca. 160-ca. 220): escritor y considerado uno de los Padres de la Iglesia

### Ciencia
- Diofanto de Alejandría: matemático griego, considerado el padre del Álgebra
- Liu Hui: matemático chino.

### Religión
- Arrio (256-336): predicador cristiano, cuyas premisas fueron la base del arrianismo
- Cecilia de Roma (f. 230): santa romana
- Cipriano de Cartago (ca. 200-258): obispo de Cartago, santo y mártir
- Mani (215-276): religioso iranio, fundador de la corriente filosófica conocida como maniqueísmo
- Orígenes (185-254): predicador cristiano
- Guan Yu (160-220):General chino, adorado como un Dios tras su muerte